# Zomaar een breimachine
Zomaar een breimachine is een hoorspel van Fernand Berset. Het werd vertaald door Josephine Schneider-Soer en de TROS zond het uit op woensdag 9 november 1977, van 23:00 uur tot 23:35 uur. De regisseur was Bert Dijkstra.

## Rolbezetting
- Coen Flink (Theodoor)
- Willy Brill (Adeline)
- Willy Ruys (professor)
- Bert van der Linden (eerste besteller)
- Floor Koen (tweede besteller)

## Inhoud
Theodoor en Adeline zijn vlak bij het vliegveld van Orly gaan wonen en hij wordt gek van het vliegtuiglawaai. Daarom zet hij de radio extra luid, tot ergernis van zijn vrouw, die zich niet meer stoort aan die overvliegende toestellen. Theodoor is nochtans letterlijk koelbloedig: zijn lichaamstemperatuur komt niet hoger dan 33,5 en heel wat dokters zochten daarvoor een verklaring. Nu maakt hij zich echter ongerust, want zijn temperatuur is opgelopen tot 34 en hij vraagt zich af of die verhoging niet het gevolg is van dat helse lawaai. Hij is net bezig met een nieuwe constructie: een breimachine, een heel speciaal model.